# یواس‌اس کالتون (ای‌پی‌بی-۳۶)
یواس‌اس کالتون (ای‌پی‌بی-۳۶) (به انگلیسی: USS Colleton (APB-36)) یک کشتی بود که طول آن ۳۲۸ فوت (۱۰۰ متر) بود. این کشتی در سال ۱۹۴۵ ساخته شد.